# Xian H-20
O Xian H-20 (chinês: 轰-20, pinyin: Hōng-20) é a designação de um projecto chinês para a concepção de uma bombardeiro estratégico de longo alcance para a Força Aérea da China. Actualmente encontra-se em desenvolvimento pela empresa chinesa Xi'an Aircraft Industrial Corporation.
Pretende-se que o seu desenvolvimento venha a resultar numa aeronave que possa substituir os aviões que já são usados pela China desde a Guerra Fria, como o Xian H-6, uma versão do Tupolev Tu-16 que encontra-se de serviço à 60 anos. De acordo com os meios de comunicação estatais, este novo avião será um bombardeiro estratégico que terá a capacidade de atacar inimigos longe da China (até à "segunda cadeia de ilhas", isto é, as Ilhas Curilas, o arquipélago do Japão, as Ilhas Marianas e a Indonésia), transportar cerca de dez toneladas de armamento e conseguir voar uma distância oito mil quilómetros sem ser reabastecido. De acordo com alguns analistas, esta aeronave furtiva deverá entrar em serviço até 2025.
Existem alegações que terá a configuração de uma asa voadora, um design semelhante ao norte-americano B-2 Spirit, e que a sua função será a de agir como uma arma de ataque contra formações de porta-aviões da Marinha dos Estados Unidos. O B-2 Spirit tem um alcance de onze mil quilómetros, mais três mil que o pretendido para esta nova aeronave chinesa; além disto, apesar de a indústria aeronáutica chinesa já ter demonstrado que consegue desenvolver uma aeronave de longo alcance, como o Xian Y-20, ainda assim esta depende de motores a jacto e outros equipamentos aeronáuticos desenvolvidos na Rússia. Contudo, apesar de ter sido anunciado pelo Chefe do Estado-maior da Força Aérea da China, os seus comentários não revelaram qualquer dado sobre o design da aeronave ou qual será a sua missão. Porém, tal aeronave, uma vez no ar, poderá aumenta ainda mais as tensões entre a China e vários países vizinhos, como tem acontecido com o Japão, estando o mesmo já a preparar-se para uma escalada no desenvolvimento e compra de equipamentos militares defensivos, dada o desenvolvimento rápido do poderio militar chinês.
Em março de 2024, durante a segunda sessão do 14º Congresso Nacional do Povo, o vice-comandante da Força Aérea do Exército de Libertação Popular, Wang Wei, indicou que o H-20 seria revelado "muito em breve". Em dezembro de 2024, foi indicado que o novo bombardeiro pode não estar totalmente operacional até a década de 2030. Em janeiro de 2025, algumas imagens nas redes sociais chinesas indicaram que voos de teste do novo bombardeiro haviam potencialmente ocorrido, mas não foram oficialmente confirmados.